# Son Sardina
Son Sardina es una localidad española del municipio de Palma de Mallorca, en la isla de Mallorca, comunidad autónoma de Baleares.
Se accede desde la carretera Ma-11 o en transporte público, mediante la línea 12 de la EMT. A las afueras de Son Sardina, transcurren el tren de Sóller y el metro, donde hay una estación en superficie.
En los límites administrativos del pueblo de Son Sardina, se encuentra el pequeño núcleo de sa Garriga, situado al norte, cerca de Son Reus.
En este pueblo está situado el IES Son Pacs (antiguo Instituto Virgen de Lluch) y el CEIP Maria Antònia Salvà. Se puede acceder por el carril bici. Son Sardina está a menos de un kilómetro de Son Espases, el nuevo Hospital Universitario de Palma, que sustituye al antiguo hospital de Son Dureta.